# Imprenta Aldina

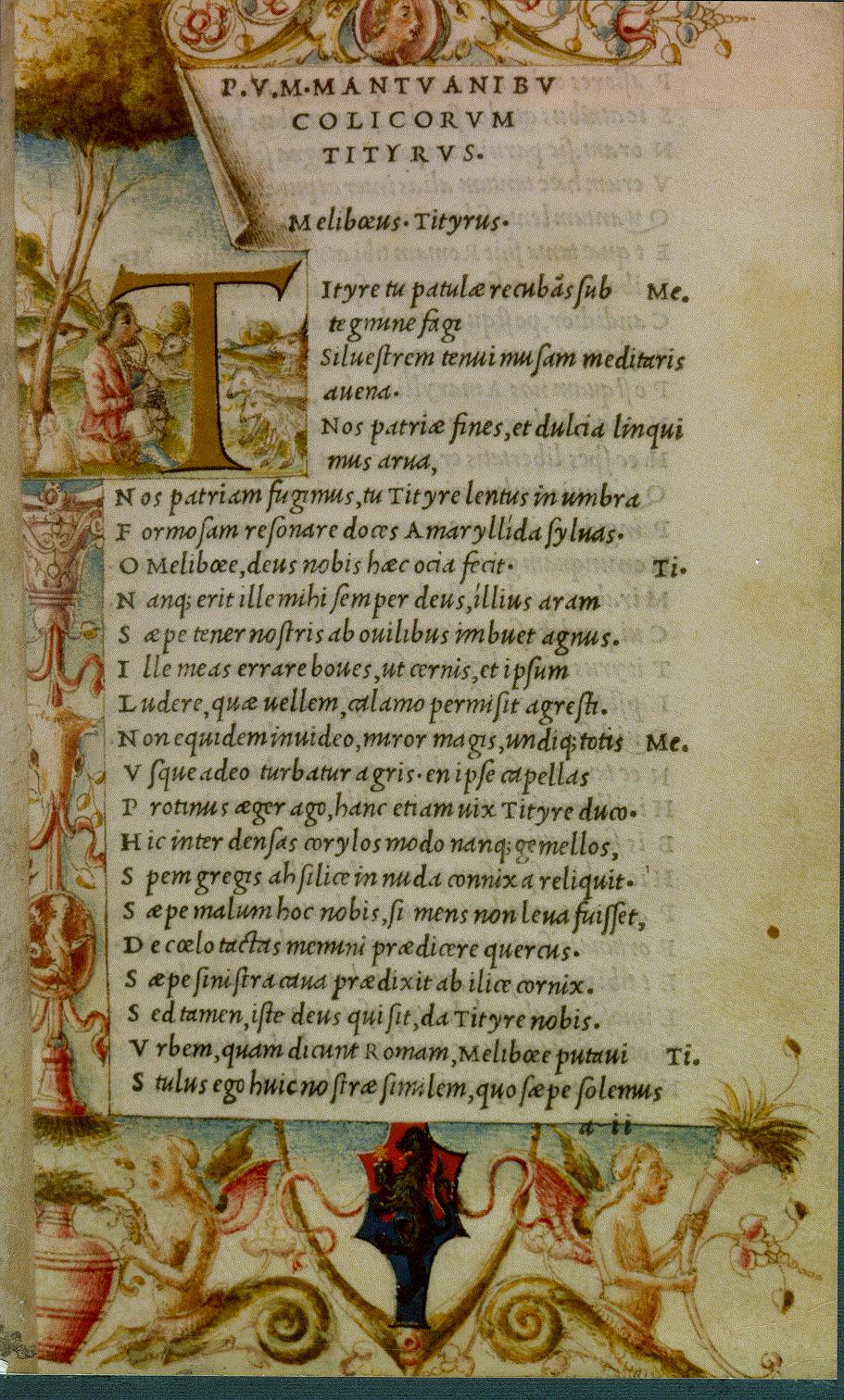
Copia del Virgilio Aldino de 1501

La Imprenta Aldina fue una imprenta iniciada en 1494 en Venecia por Aldo Manucio.
Esta imprenta fue famosa en su época por la impresión de las obras clásicas y por la invención de las letras itálicas o «cursivas».
Las ediciones aldinas se caracterizan tanto por la elegancia de su ejecución material como por la corrección y pureza de los textos. Las más de estas ediciones son las primeras que se hicieron de clásicos griegos y romanos. Muchas no se han reimpreso después.
Se pueden citar entre otras, las Rhetores Greci, el Alexander Aphrodisiensis. Otras contienen textos rectificados por una sába crítica de escritores clásicos modernos, como Petrarca, Dante, Boccaccio, etc. Todas son dignas de atención por la corrección escrupulosa de los textos aunque bajo este punto de vista las ediciones griegas tal vez son inferiores a las latinas e italianas. Estas ediciones, sobre todo las salidas de las prensas de Alde Manucio padre forman por muchos conceptos época en los anales de la tipografía. 
Hizo sobre todo Aldo Manucio importantes servicios a su arte por las muchas mejoras que introdujo en la fabricación de los tipos. Sucesivamente mandó grabar y fundir nueve clases de caracteres griegos y catorce de caracteres romanos. Entre estos últimos, el llamado itálico del que hizo uso para imprimir su edición de Bembus de Aetna, es un modelo. La cursiva latina inventada por Francisco de Bolonia, satisfacía menos las condiciones de la perfección. Debió su propagación a Alde Manucio de la que echó mano para su edición portátil de los clásicos antiguos y modernos, en octavos siendo la primera obra que apareció, el Virgilio en 1501. Es muy defectuosa en razón del número de letras ligadas las unas con las otras que contiene. Aldo Manucio poseía tres géneros de caracteres hebraicos.
No era partidario ni hizo uso nunca de letras con arabescos, viñetas y otros adornos. La única edición que salió de sus prensas con semejantes adornos y grabados en madera fue la Hypnepotomachia Poliphili de 1499, en folio. Sus papeles son fuertes y blancos. Fue el primero que tuvo la idea de tirar separadamente de una edición ordinaria algunos ejemplares sobre un papel más fino o más fuerte. La primera obra en que empleó este sistema fueron las Epístolae grecae. Fue igualmente el primero en imprimir en papel grande (1501, edición de Philastrate) y en papel azul. Sus impresiones en vitela son lo mejor que puede obtenerse en este género. La tinta de imprenta que usaba era de una calidad superior. Sus precios eran sumamente moderados y su Ariosto en cinco volúmenes en folio no costaba más que 11 ducados. 
A su muerte empezó la imprenta a perder su reputación bajo la dirección de Pablo su hijo y después de Aldo su nieto. Cuando en 1597 dejó de existir después de haber durado un siglo y puesto en circulación novecientas ocho ediciones, no se distinguía ya en nada de otras imprentas del país. Las ediciones que salieron de ella y muy particularmente las de los últimos años del siglo xv y principios del xvi fueron muy buscadas. Citaremos entre las más raras y preciosas las de Horae Beatae Mariae Virginis (1497), un ejemplar de Virgilio, (1501) y de los Rhetores graeci, sin hablar de las que se hicieron desde 1494 a 1497 casi desconocidas hoy. 
Las más completas colecciones de los Aldinos que existen son las de M. Renouard, librero  de París y las del gran duque de Toscana. M. Renouard publicó en 1825 la segunda edición de su monografía tan estimada de las producciones de los Aldes, conocida con el título de Annales de l'imprimerie des Aldes, ou histoire des Trois Manuce et de leurs editions. También recibía a los mayores humanistas de la época como Pietro Bembo, Girolamo Fracastoro o Giovanni Battista Ramusio para presentar sus obras. 